# Gaspard Morat
Pour les articles homonymes, voir Morat (homonymie).
Gaspard Morat, né en 1853 à Chambéry et mort assassiné le 20 ou 21 décembre 1881 vers l'Azdjer, est un missionnaire français. 

## Biographie
Morat est missionnaire à Ghadames, membre de la société des Pères blancs, lorsqu'il part, le 18 décembre 1881, évangéliser les Touareg mais il est assassiné deux jours plus tard par ses guides avec ses compagnons les pères Louis Richard et Alexis Pouplard dans le nord des Ajjers, dans des circonstances restées mystérieuses. Leurs restes ne seront découverts qu'en 1893 par Fernand Foureau,. 
Jules Verne le mentionne dans son roman Mathias Sandorf (partie 5, chapitre IV).